# Brocēnu novads
Brocēnu novads was tussen 2009 en medio 2021 een gemeente in Koerland in het westen van Letland. De hoofdplaats was Brocēni.
De gemeente ontstond in 2009 bij een herindeling, waarbij de stad Brocēni (met omliggend landelijk gebied) en de landelijke gemeenten Blīdene, Gaiķi en Remte waren samengevoegd.
Het aantal inwoners, dat in 2009 nog 7215 bedroeg, was in 2018 gedaald naar 6245 personen. De bevolking bestond toen uit 82% Letten, 9% Russen, 3% Litouwers, 2,5% Wit-Russen en 1,5% Oekraïners.
Op 1 juli 2021 ging Brocēnu novads samen met de bestaande gemeente Saldus novads op in de nieuwe gemeente Saldus novads.
De gemeente lag ten oosten van de stad Saldus. Aan het Ciecere-meer en bij Brocēni wordt kalksteen gewonnen. De spoorlijn van Riga naar Liepāja verloopt in west-oost richting door de gemeente.
Steden van de Republiek (republikas pilsētas):

Daugavpils · Jēkabpils · Jelgava · Jūrmala · Liepāja · Rēzekne · Riga · Valmiera · Ventspils

Gemeenten (novadi):

Aglona · Aizkraukle · Aizpute · Aknīste · Aloja · Alsunga · Alūksne · Amata · Ape · Auce · Ādaži · Babīte · Baldone · Baltinava · Balvi · Bauska · Beverīna · Brocēni · Burtnieki · Carnikava · Cēsis · Cesvaine · Cibla · Dagda · Daugavpils · Dobele · Dundaga · Durbe · Engure · Ērgļi · Garkalne · Grobiņa · Gulbene · Iecava · Ikšķile · Inčukalns · Ilūkste · Jaunjelgava · Jaunpiebalga · Jaunpils · Jēkabpils · Jelgava · Kandava · Kārsava · Kocēni · Koknese · Krāslava · Krimulda · Krustpils · Kuldīga · Ķegums · Ķekava · Lielvārde · Līgatne · Limbaži · Līvāni · Lubāna · Ludza · Madona · Mālpils · Mārupe · Mazsalaca · Mērsrags · Naukšēnu · Nereta · Nīca · Ogre · Olaine · Ozolnieki · Pārgauja · Pāvilosta · Pļaviņas · Preiļi · Priekule · Priekuļi · Rauna · Rēzekne · Riebiņi · Roja · Ropaži · Rucava · Rugāji · Rundāle · Rūjiena · Salacgrīva · Sala · Salaspils · Saldus · Saulkrasti · Sēja · Sigulda · Skrīveri · Skrunda · Smiltene · Stopiņi · Strenči · Talsi · Tērvete · Tukums · Vaiņode · Valka · Varakļāni · Vārkava · Vecpiebalga · Vecumnieki · Ventspils · Viesīte · Viļaka · Viļāni · Zilupe